# خانه خالصی
خانه خالصی مربوط به اواخر دوره قاجار است و در شهرستان زابل، بخش شهرکی نارویی، روستای قلعه نو واقع شده و این اثر در تاریخ ۳۰ تیر ۱۳۸۴ با شمارهٔ ثبت ۱۲۲۹۴ به‌عنوان یکی از آثار ملی ایران به ثبت رسیده است.